# Matthias Mawson
Matthias Mawson né le 1683 et mort le 1770 est un homme d'église et universitaire anglais, qui est maître du Corpus Christi College de Cambridge, puis évêque de Llandaff, évêque de Chichester et évêque d'Ely.

## Biographie
Il est né en août 1683, son père étant un brasseur prospère à Chiswick, Middlesex. Il fait ses études à la St Paul's School et est admis en 1701 au Corpus Christi College de Cambridge. Il est diplômé BA 1704, MA 1708, BD 1716, DD 1725. Il est membre de son collège en 1707 et modérateur à l'université en 1708. Le 6 octobre 1724, il est choisi maître de son collège et occupe la charge jusqu'au 20 février 1744. Peu de temps après sa nomination, il est présenté par l'évêque Thomas Green au presbytère de Conington dans le Cambridgeshire, puis à celui de Hadstock dans l'Essex ; ce dernier qu'il occupe pendant de nombreuses années. En 1730 et 1731, il est vice-chancelier réformateur de l'université, interdisant notamment la pratique de l'exhumation des corps du cimetière voisin, pour dissection par les étudiants en médecine.
Après avoir refusé l'évêché de Gloucester en 1734, Mawson est sacré évêque de Llandaff, le 18 février 1739. Ce diocèse qu'il administre pendant deux ans, et en 1740 est transféré à Chichester. À la mort de Sir Thomas Gooch en 1754, il est de nouveau transféré à Ely, où il reste jusqu'à sa mort.
Selon la pairie d'Angleterre d'Arthur Collins (1756), il épouse Penelope Compton, une fille de Hatton Compton (décédée en 1741) de Grendon Hall dans le Northamptonshire, lieutenant de la tour de Londres et petit-fils de Spencer Compton (2e comte de Northampton) . Cependant, le Dictionary of National Biography (1885-1900) indique qu'il n'est pas marié. Il meurt dans sa maison de Kensington Square, le 23 novembre 1770, à l'âge de quatre-vingt-sept ans et trois mois, après avoir été actif et en bonne santé jusqu'à sa mort. Il est enterré dans sa cathédrale d'Ely, et un monument est érigé à sa mémoire par son aumônier et exécuteur testamentaire, le Dr Warren.

## Héritage
Les revenus officiels de Mawson et son héritage de la fortune faite par son frère dans l'entreprise familiale lui donnent une grande richesse. Au King's College de Cambridge, il fait un prêt important pour leurs nouveaux bâtiments. À Ely, il donne 1 000 £ à la cathédrale. Il dote également Corpus Christi en 1754 de biens suffisants pour fonder douze bourses.

## Œuvres
Les œuvres publiées de Mawson consistent en des sermons uniques, prêchés lors de rassemblements d'anniversaire, etc., et un discours prononcé devant les messieurs de Sussex, à Lewes, le 11 octobre 1745, à l'occasion de la rébellion de 1745.